# 弗伦克尔缺陷
弗伦克尔缺陷（英文 Frenkel defect 或 Frenkel disorder ）是指晶体结构中由于原先占据一个格点的原子（或离子）离开格点位置，成为間隙原子（或离子），并在其原先占据的格点处留下一个空位（晶格空位），这样的晶格空位-間隙缺陷对就称为弗伦克尔缺陷。此种點缺陷因苏联物理学家雅科夫·弗伦克尔得名。
譬如，一个由X和M两种元素组成的离子晶体，倘若M离子受到某种外界激发离开了它所在的M离子亚点阵格点，但X离子亚点阵未发生改变，此时引起的离子晶格空位数和間隙缺陷数应相等。
下图是氯化钠（NaCl）晶体结构中的弗伦克尔缺陷示意图，图中示出的是二维情况。

无缺陷的氯化钠晶格

氯化钠晶格中的弗伦克尔缺陷示意图